# Мойви
Мойвите са водни духове, които удавят моряци. Имат зелена кожа и дълги коси, прилични на водорасли. Обитават реките на Англия, също както Джени от ирландската митология. Живеят на колонии в делтите на реките. Родственици са на харпиите. Тези жени с дълги коси и остри зъби заколват жертвите си на дъното на реките и се угощават с черния им дроб. Мойвите често атакуват с „вълните на смъртта“. Първата вълна е бяла като мляко и висока колкото планина. Втора е вълната от сълзи. Тя е много е висока, въздухът придобива вкус на киселина и очите започват да сълзят. Трета е вълната от кръв. Морето почервенява, а във водата се движат мойвите, които чакат угощението си. Тази вълна може да се победи като царицата на мойвите бъде пронизана в сърцето. Ако това стане се образува водовъртеж, които поглъща всички мойви и те умират.